# Chameleon (헬로윈의 음반)
| 전문가 평가 | 전문가 평가 |
| 평가 점수   | 평가 점수   |
| 출처        | 점수        |
| ----------- | ----------- |
| AllMusic    | [ 1 ]       |

《Chameleon》은 1993년에 발매된 독일의 파워 메탈 밴드 헬로윈의 다섯 번째 정규 음반이다. 이 음반은 음악적으로 가장 모험적인 음반이지만 상업적으로 가장 성공적이지 못한 음반이기도 하며, 가수 미하엘 키스케가 2021년 자체 타이틀 음반까지 참여한 마지막 스튜디오 음반이며, 원래 드러머였던 잉고 슈비히텐버그와 함께 녹음한 마지막 음반이며, 그의 생전에 녹음된 그의 마지막 음반이기도 하다. 그리고 이 음반은 EMI 레코드의 마지막 음반이기도 하다.

## 배경
이 음반에는 〈When The Sinner〉, 〈I Don't Wanna Cry No More〉, 〈Windmill〉, 〈Step Out of Hell〉 등 4개의 싱글이 수록되어 있다.
이 음반은 비평적으로나 상업적으로 모두 실패했고, 이후 홍보 투어 후에 보컬리스트 미하엘 키스케와 드러머 잉고 슈비히텐버그는 해고되었다.
그 후 밴드는 드러머 울리 쿠시와 함께 핑크 크림 69에서 보컬리스트 앤디 데리스를 영입했고 그들의 이전 작품과 더 유사한 방향으로 계속 나아갔다.

## 곡 목록
| #   | 제목                          | 작사·작곡       | 재생 시간 |
| --- | ----------------------------- | --------------- | --------- |
| 1.  | 〈First Time〉                | 미하엘 바이카스 | 5:29      |
| 2.  | 〈When the Sinner〉           | 미하엘 키스케   | 6:54      |
| 3.  | 〈I Don't Wanna Cry No More〉 | 롤랜드 그래포우 | 5:11      |
| 4.  | 〈Crazy Cat〉                 | 그래포우        | 3:29      |
| 5.  | 〈Giants〉                    | 바이카스        | 6:34      |
| 6.  | 〈Windmill〉                  | 바이카스        | 5:12      |
| 7.  | 〈Revolution Now〉            | 바이카스        | 8:04      |
| 8.  | 〈In the Night〉              | 키스케          | 5:36      |
| 9.  | 〈Music〉                     | 그래포우        | 7:00      |
| 10. | 〈Step Out of Hell〉          | 그래포우        | 4:21      |
| 11. | 〈I Believe〉                 | 키스케          | 9:12      |
| 12. | 〈Longing〉                   | 키스케          | 4:10      |